# Anello dei giardini

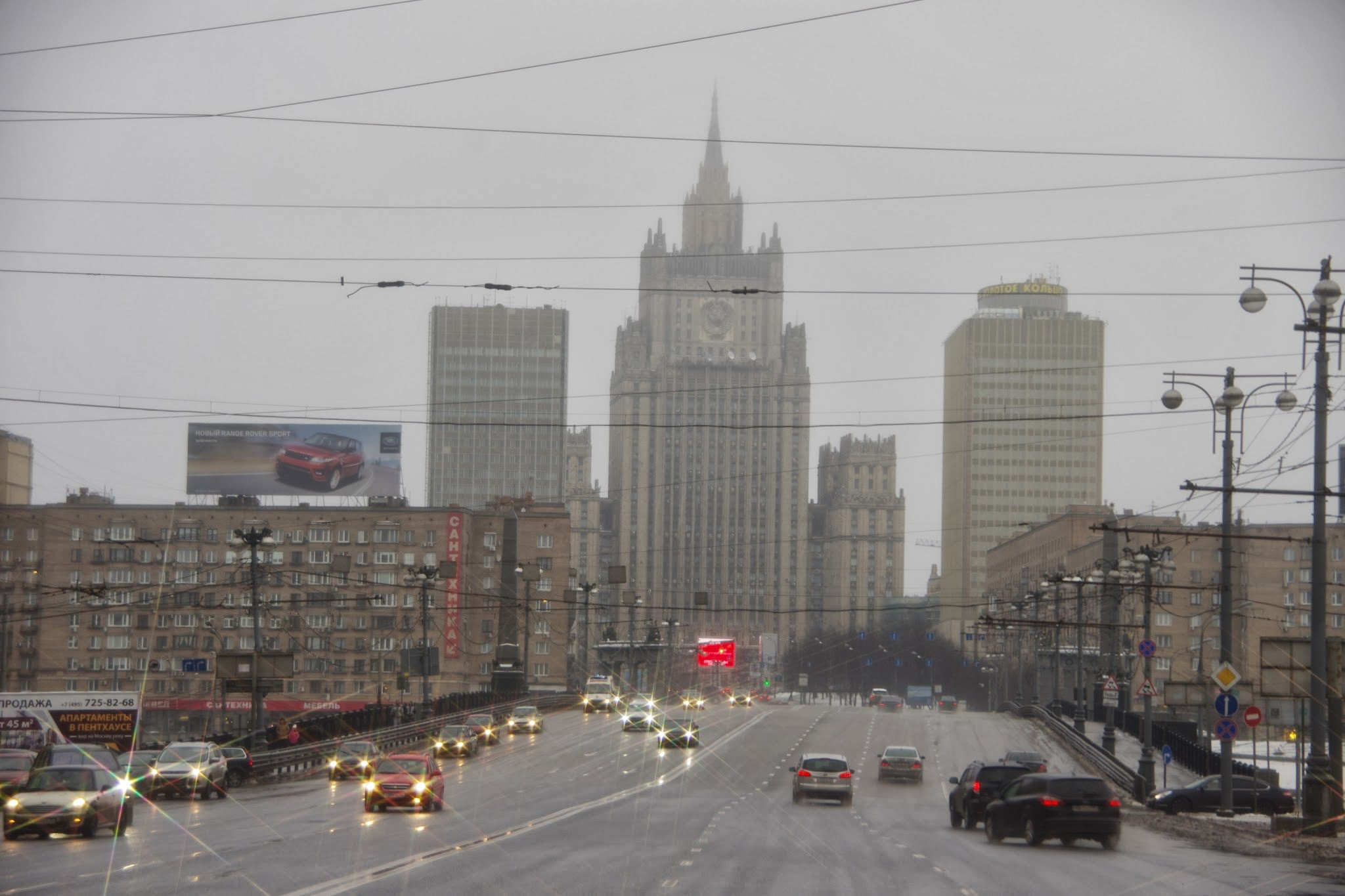
Veduta dell'anello dei giardini e, sullo sfondo, la sede del Ministero degli affari esteri russo, una delle "Sette Sorelle".

L'anello dei giardini (in russo Садо́вое кольцо́?, Sadovoe Kol’cò), chiamato anche anello B, è una delle strade circolari di Mosca, situata tra l'anello dei boulevard e la terza strada circolare ad una distanza media di circa 2 km dal Cremlino. Il nome di questo anello trae origine dall'epoca zarista, quando questa infrastruttura, che grosso modo coincide con il perimetro che Mosca aveva nel XVIII secolo, era un susseguirsi di aree verdi, poi rimosse negli anni '30 dalle autorità sovietiche in modo da creare una sorta di enorme autostrada urbana, con anche 9 corsie per senso di marcia. La sua circonferenza è di circa 16 km.
Negli ultimi anni, durante il mandato di Sergej Sobjanin come sindaco di Mosca, l'anello dei giardini ha visto grandi lavori di trasformazione, che hanno comportato il restringimento delle carreggiate e la creazione di aree pedonali e verdi ai margini della strada, cercando quindi di ripristinare l'antica peculiarità della strada. Ciò nonostante, l'anello dei giardini continua ad essere un'enorme arteria a 10 corsie (5 per senso di marcia) per la maggior parte del suo percorso.
La linea Kol'cevaja, la prima linea circolare della metropolitana di Mosca, corre per buona parte del suo percorso seguendo il tracciato dell'anello.

## Percorso
Brevemente vengono elencate le strade e le piazze che compongono l'anello, partendo dal punto più a sud e girando in senso orario:
- Piazza Kalužskaja
- Via Krymskij Val
- Piazza Crimea
- Boulevard Zubovskij
- Piazza Zubovskaja
- Boulevard Smolenskij
- Piazza Smolenskaja-Sennaja
- Boulevard Novinskij
- Piazza Kudrinskaja
- Via Sadovaja-Kudrinskaja
- Via Bol'šaja Sadovaja
- Piazza Triumfal'naja
- Via Sadovaja-Triumfal'naja
- Via Sadovaja-Karetnaja
- Via Sadovaja-Samotëčnaja
- Piazza Samotëčnaja
- Via Sadovaja-Sucharevskaja
- Piazza Malaja Sucharevskaja
- Piazza Bol'šaja Sucharevskaja
- Via Sadovaja-Spasskaja
- Piazza Krasnye Vorota
- Via Sadovaja-Černogrjazskaja
- Piazza Zemljanoj Val
- Via Zemljanoj Val
- Piazza Serpuchovskaja
- Via Korovyj Val
- Via Žitnaja
- Piazza Taganskaja
- Via Nižnjaja Krasnocholmskaja
- Via Zatsepskij Val
- Via Valovaja

L'anello dei giardino conta poi due ponti che solcano la Moscova: il ponte Krymskij e il ponte Bol'šoj Krasnocholmskij.